# Обманутая (роман)
"Обманутая" (англ. Betrayed) - роман-бестселлер, второй из серии "Дом Ночи" Филис Каст и Кристин Каст.

## Сюжет
Кандидатке в вампиры Зои Редберд удается прижиться в Доме Ночи - школе для юных Кандидатов в вампиры. Со временем она понимает, что именно здесь её настоящее место, тем более что Зои выбирают Предводительницей элитной группы старшеклассниц - "Темные сестры".Но самое главное - у Зои, наконец-то, появляется новый бойфренд... и даже целых два!
Кажется, все прекрасно, но тут случается трагедия - кто-то убивает подростков(не вампиров) и следы ведут в Дом Ночи. Страшная опасность нависает над прежними и новыми друзьями Зои.
Постепенно девушка начинает понимать, что могучие силы, дающие ей особую власть в мире вампиров, несут угрозу тем, кого она любит. В это непростое время ей, как никогда, необходима поддержка и понимание друзей.
Неожиданно в Дом Ночи приходит смерть, и Зои находит в себе силы и мужество для борьбы с предательством, которое разбивает ей сердце, ранит душу и разрушает весь её мир.

## Издания на русском языке
- Каст Ф., Каст К. Обманутая (твердый переплет) / Пер. с анг. В. А. Максимовой. — М.: ОЛМА медиа Групп, 2009. — 480 с. — (Дом Ночи) — ISBN 978-5-373-02803-5
- Каст Ф., Каст К. Обманутая мини (мягкий переплет) / Пер. с анг. В. А. Максимовой. — М.: ОЛМА медиа Групп, 2013,2014 — 464 с. — (Дом Ночи) — ISBN 978-5-373-04229-1
- Каст Ф., Каст К. Обманутая (мягкий переплет) / Пер. с анг. В. А. Максимовой. — М.: ОЛМА медиа Групп, 2010 — 432 с. — (Дом Ночи) — ISBN 978-5-373-03218-6

## Предыдущая книга
Предыдущая (первая) книга вампирской саги: Меченая (роман)

## Продолжение
Следующая (третья) книга вампирской саги: Избранная (роман)